# Tornei di tennis maschili indipendenti nel 1985
Nel 1985 i tornei di tennis maschili facevano parte del Nabisco Grand Prix 1985, ma molti non erano inseriti in nessun particolare circuito.

## Calendario

### Gennaio
| Settimana | Torneo                                                       | Vincitore            | Finalista       | Semifinalisti | Eliminati ai quarti |
| --------- | ------------------------------------------------------------ | -------------------- | --------------- | ------------- | ------------------- |
| ? Gennaio | Torneo di Lagos 1985 Lagos, Nigeria Singolare - Doppio       | Nduka Odizor         | Thomas Muster   |               |                     |
| ? Gennaio | Torneo di Lagos 1985 Lagos, Nigeria Singolare - Doppio       |                      |                 |               |                     |
| 6 gennaio | Challenge of Champions 1985 Rosemont, USA Singolare - Doppio | John McEnroe 7-5 6-0 | Guillermo Vilas |               |                     |
| 6 gennaio | Challenge of Champions 1985 Rosemont, USA Singolare - Doppio |                      |                 |               |                     |

### Febbraio
Nessun evento

### Marzo
Nessun evento

### Aprile
| Settimana | Torneo                                                                                                  | Vincitore             | Finalista    | Semifinalisti             | Eliminati ai quarti |
| --------- | --- | --------------------- | ------------ | ------------------------- | ------------------- |
| 16 aprile | The Forum Championships Tennis Challenge Series 1985 Inglewood, USA Sintetico indoor Singolare - Doppio | John McEnroe 6-4 7-6  | Ivan Lendl   |                           |                     |
| 16 aprile | The Forum Championships Tennis Challenge Series 1985 Inglewood, USA Sintetico indoor Singolare - Doppio |                       |              |                           |                     |
| 21 aprile | Suntory Cup 1985 Tokyo, Giappone Sintetico indoor Singolare - Doppio                                    | Ivan Lendl 6-4 6-2    | John McEnroe | Yannick Noah Andres Gomez |                     |
| 21 aprile | Suntory Cup 1985 Tokyo, Giappone Sintetico indoor Singolare - Doppio                                    |                       |              | Yannick Noah Andres Gomez |                     |
| 27 aprile | Tulsa Bank of Oklahoma Tennis Classic 1985 Tulsa, USA Cemento Singolare - Doppio                        | Jimmy Connors 6–4 6–4 | Yannick Noah |                           |                     |
| 27 aprile | Tulsa Bank of Oklahoma Tennis Classic 1985 Tulsa, USA Cemento Singolare - Doppio                        |                       |              |                           |                     |

### Maggio
| Settimana | Torneo                                                     | Vincitore          | Finalista     | Semifinalisti | Eliminati ai quarti |
| --------- | ---------------------------------------------------------- | ------------------ | ------------- | ------------- | ------------------- |
| 12 maggio | Gunze Open 1985 Tokyo, Giappone Sintetico indoor Singolare | Björn Borg 6-4 6-3 | Anders Järryd |               |                     |

### Giugno
Nessun evento

### Luglio
| Settimana | Torneo                                                                        | Vincitore             | Finalista     | Semifinalisti | Eliminati ai quarti |
| --------- | ----------------------------------------------------------------------------- | --------------------- | ------------- | ------------- | ------------------- |
| 29 luglio | Beaver Creek Tennis Classic 1985 Beaver Creek, USA Cemento Singolare - Doppio | Jimmy Connors 6–4 6–4 | Mats Wilander |               |                     |
| 29 luglio | Beaver Creek Tennis Classic 1985 Beaver Creek, USA Cemento Singolare - Doppio |                       |               |               |                     |

### Agosto
| Settimana | Torneo                                                            | Vincitore                 | Finalista     | Semifinalisti | Eliminati ai quarti |
| --------- | ----------------------------------------------------------------- | ------------------------- | ------------- | ------------- | ------------------- |
| 4 agosto  | Head Cup 1985 Stowe, USA Cemento Singolare - Doppio               | Jimmy Connors 2–6 6–3 6–4 | Gene Mayer    |               |                     |
| 4 agosto  | Head Cup 1985 Stowe, USA Cemento Singolare - Doppio               |                           |               |               |                     |
| 25 agosto | Hamlet Challenge Cup 1985 Jericho, USA Cemento Singolare - Doppio | Ivan Lendl 6-1 6-3        | Jimmy Connors |               |                     |
| 25 agosto | Hamlet Challenge Cup 1985 Jericho, USA Cemento Singolare - Doppio |                           |               |               |                     |

### Settembre
Nessun evento

### Ottobre
| Settimana | Torneo                                                                     | Vincitore          | Finalista    | Semifinalisti | Eliminati ai quarti |
| --------- | -------------------------------------------------------------------------- | ------------------ | ------------ | ------------- | ------------------- |
| 9 ottobre | Meadowlands Challenge 1985 East Rutherford, USA Cemento Singolare - Doppio | Ivan Lendl 7-5 6-3 | John McEnroe |               |                     |
| 9 ottobre | Meadowlands Challenge 1985 East Rutherford, USA Cemento Singolare - Doppio |                    |              |               |                     |

### Novembre
| Settimana   | Torneo                                                                                    | Vincitore                  | Finalista    | Semifinalisti | Eliminati ai quarti |
| ----------- | ----------------------------------------------------------------------------------------- | -------------------------- | ------------ | ------------- | ------------------- |
| 3 novembre  | European Community Championships 1985 Anversa, Belgio Sintetico indoor Singolare - Doppio | Ivan Lendl 1-6 7-6 6-2 6-2 | John McEnroe |               |                     |
| 3 novembre  | European Community Championships 1985 Anversa, Belgio Sintetico indoor Singolare - Doppio |                            |              |               |                     |
| 27 novembre | Rio International Challenge 1981 Canberra, Australia Sintetico indoor Singolare           | Ivan Lendl 6–4 6–4         | Tim Mayotte  |               |                     |

### Dicembre
Nessun evento

### Gennaio 1986
| Settimana  | Torneo                                                                | Vincitore          | Finalista     | Semifinalisti | Eliminati ai quarti |
| ---------- | --------------------------------------------------------------------- | ------------------ | ------------- | ------------- | ------------------- |
| 12 gennaio | Challenge of Champions 1985 Atlanta, USA Sintetico Singolare - Doppio | Ivan Lendl 6-2 6-3 | Jimmy Connors |               |                     |
| 12 gennaio | Challenge of Champions 1985 Atlanta, USA Sintetico Singolare - Doppio |                    |               |               |                     |